# إغراءات (فلم)
إغراءات (بالإنجليزية: Allures) هو فيلم قصير تجريدي أمريكي مقاس 16 ملم صدر عام 1961 من إخراج جوردن بيلسون.

## ملخص
باستخدام مزيج مثير من المؤثرات الصوتية والضوئية، وصف بيلسون الفيلم بأنه «أكثر فيلم فضاء صنع حتى ذلك الحين»، مما يخلق «شعورًا بالتحرك في الفراغ».

## الإرث
في عام 2011، اُختير الفيلم لإدراجه في السجل الوطني للأفلام من قبل مكتبة الكونغرس.

## وصلات خارجية
- مقالات تستعمل روابط فنية بلا صلة مع ويكي بيانات
- على فيميو
- على أرشيف الإنترنت